# Елі до Ампаро
Елі до Ампаро (порт. Ely do Amparo, 14 травня 1921, Паракамбі — 9 березня 1991, там само) — бразильський футболіст, що грав на позиції півзахисника, зокрема, за клуби «Спорт Ресіфі» та «Васко да Гама», а також національну збірну Бразилії. По завершенні ігрової кар'єри — тренер.
П'ятиразовий переможець Ліги Каріока. Дворазовий переможець Ліги Пернамбукано. Переможець Клубного чемпіонату Південної Америки з футболу 1948. У складі збірної — переможець чемпіонату Південної Америки. 

## Клубна кар'єра
У футболі дебютував 1939 року виступами за команду «Америка» (Ріо-де-Жанейро), в якій того року взяв участь у -1 матчі чемпіонату. 
Своєю грою за цю команду привернув увагу представників тренерського штабу клубу «Канто до Ріо», до складу якого приєднався 1940 року. Відіграв за команду з Нітероя наступні п'ять сезонів своєї ігрової кар'єри.
1945 року уклав контракт з клубом «Васко да Гама», у складі якого провів наступні сім років своєї кар'єри гравця. 
Завершив професійну ігрову кар'єру у клубі «Спорт Ресіфі», за команду якого виступав протягом 1953—1955 років.

## Виступи за збірну
1949 року дебютував в офіційних матчах у складі національної збірної Бразилії. Протягом кар'єри у національній команді, яка тривала 6 років, провів у її формі 19 матчів.
У складі збірної був учасником Чемпіонату Південної Америки 1949 року у Бразилії, здобувши того року титул континентального чемпіона, Чемпіонату Південної Америки 1953 року у Перу, де разом з командою здобув «срібло».
Був присутній в заявці збірної на двох чемпіонатах світу 1950 року у Бразилії і 1954 року у Швейцарії, але на поле не виходив.

## Кар'єра тренера
Розпочав тренерську кар'єру, повернувшись до футболу після невеликої перерви, 1961 року, очоливши тренерський штаб клубу «Васко да Гама».
Останнім місцем тренерської роботи був клуб «Васко да Гама», головним тренером команди якого Елі до Ампаро був протягом 1964 року.
Помер 9 березня 1991 року на 70-му році життя у місті Паракамбі.

## Титули і досягнення
- Переможець Ліги Каріока (5):

«Васко да Гама»: 1945, 1947, 1949, 1950, 1952
- Переможець Ліги Пернамбукано (2):

«Спорт Ресіфі»: 1953, 1955
- Переможець Клубного чемпіонату Південної Америки з футболу 1948 (1):

«Васко да Гама»: 1948
- Чемпіон Південної Америки: 1949
- Срібний призер Чемпіонату Південної Америки: 1953
- Віце-чемпіон світу: 1950
- Переможець Панамериканського чемпіонату: 1952